# Kinnefjärdings landsfiskalsdistrikt
Kinnefjärdings landsfiskalsdistrikt var 1918-1951 ett landsfiskalsdistrikt i Skaraborgs län, bildat när Sveriges indelning i landsfiskalsdistrikt trädde i kraft den 1 januari 1918, enligt beslut den 7 september 1917. När Sveriges nya indelning i landsfiskalsdistrikt trädde i kraft den 1 januari 1952 (enligt kungörelsen 1 juni 1951) upplöstes distriktet och dess område uppgick i huvudsak i det nya Kållands landsfiskalsdistrikt, men del av distriktets område blev genom kommunreformen 1952 del av storkommunen Husaby landskommun som uppgick i Götene landsfiskalsdistrikt.
Landsfiskalsdistriktet låg under länsstyrelsen i Skaraborgs län.

## Ingående områden
När Sveriges nya indelning i landsfiskalsdistrikt trädde i kraft den 1 oktober 1941 (enligt kungörelsen den 28 juni 1941) tillfördes Ledsjö landskommun från Kinne landsfiskalsdistrikt och kommunerna Kållands-Åsaka, Mellby och Råda från det upphörda Järpås landsfiskalsdistrikt.

### Från 1918
Kinnefjärdings härad:
- Broby landskommun
- Hangelösa landskommun
- Hasslösa landskommun
- Hovby landskommun
- Husaby landskommun
- Källby landskommun
- Lindärva landskommun
- Norra Härene landskommun
- Ova landskommun
- Skeby landskommun
- Skälvums landskommun
- Sävare landskommun

### Från 1 oktober 1941
Kinne härad:
- Ledsjö landskommun

Kinnefjärdings härad:
- Broby landskommun
- Hangelösa landskommun
- Hasslösa landskommun
- Hovby landskommun
- Husaby landskommun
- Källby landskommun
- Lindärva landskommun
- Norra Härene landskommun
- Ova landskommun
- Skeby landskommun
- Skälvums landskommun
- Sävare landskommun

Kållands härad:
- Kållands-Åsaka landskommun
- Mellby landskommun
- Råda landskommun